# Église Saint-Blaise de Gourby
Pour les articles homonymes, voir Église Saint-Blaise.
L'église Saint-Blaise de Gourby  se situe sur la commune de Rivière-Saas-et-Gourby, dans le département français des Landes. Édifiée au XIIIe siècle, elle se trouve de nos jours au cœur d'un site naturel inscrit de 31,63 ha par arrêté du 18 mai 1984.

## Présentation

### Origine du nom «Gourby»
Deux hypotheses coexistent :
- La première fait référence à l'invasion des Sarrazins en 732, sous la conduite d'Abd-er-Rahman. On suppose que des éléments de l'armée maure campèrent en ces lieux et l'appelèrent « gourbi », ce qui désigne en Afrique un « lieu sans bois, sur lequel une tribu a planté sa tente ».
- La seconde, d'après le chanoine Foix, historien landais, prétend que le mot viendrait du latin corvus ou corbera, signifiant « pays des corbeaux »[2].

### Historique
Cette chapelle date du XIIIe siècle. Elle est tout ce qui reste du prieuré bénédictin de Gourby qui doit son origine aux bénédictins de Cagnotte. L'abbaye de Cagnotte elle-même fut fondée selon toute probabilité vers l'an 900. Déjà à cette époque et depuis 300 ans, la ville de Saint-Sever possédait une célèbre abbaye bénédictine. Au cours des années, l'abbaye de Cagnotte, après bien des vicissitudes, connut un essor florissant. Elle devint riche, puissante et prospère, grâce aux donations des maisons vicomtales d'Orthe et d'Aspremont, dont la souveraineté s'étendait très au-delà de la région des gaves. L'abbaye de Cagnotte, vers l’an 1100, connut une célébrité comparable à celle de l'abbaye bénédictine de Saint-Sever, dont elle devint l'émule et la rivale. Elle dut même, à un certain moment songer à « essaimer». C'est ainsi qu'une dizaine de prieurés furent fondés en pays d'Orthe, et dans les Landes, particulièrement à Poyanne, à Mano et à Gourby. Pourquoi à Gourby ?
À la fin du XIIe siècle, selon la « Gallia christiana », Arnauld, Guillaume Bertrand, évêque de Dax de 1168 à 1179, aurait reçu Gourby par donation du vicomte d'Aspremont. Comme il avait été lui-même père abbé de Cagnotte avant son élévation à l'épiscopat, il aurait offert Gourby aux moines de Cagnotte qui cherchaient à essaimer à ce moment-là et ceux-ci y auraient installé un prieuré. On sait par l'histoire que les moines, les moines bénédictins plus spécialement, furent de grands défricheurs, de grands bâtisseurs et de grands meuniers. Ils établissaient de préférence leurs abbayes ou prieurés dans des régions solitaires, près de points d'eau assez abondants pour faire tourner leurs moulins. Les moines de Gourby bâtirent sur leur prieuré, qui s'érigeait au confluent de deux ruisseaux, un moulin dont on voit encore les ruines. Le ruisseau de Gourby, au débit clair et abondant, qui coule au pied de la chapelle, fit longtemps tourner cinq moulins sur son parcours : Gourby, Escornebœuf, la Nave, Jouanin et Ascles. Dans les Archives de l'Abbé Foix, historien landais, on peut lire qu'« il fut une époque où le prieuré, abrita de nombreux moines »... Mais vers le milieu du XVe siècle, les luttes religieuses entre le Béarn calviniste et le pays d'Orthe catholique, jetèrent la désolation dans toute la région. La présence des moines à Gourby se maintint durant environ trois siècles.
L'abbaye de Cagnotte eut à souffrir la première des luttes religieuses. Détruite par les huguenots en 1566, elle ne se relèvera pas de ses ruines. Gourby ne pouvait lui survivre, tenant toute « sa respiration » de l'abbaye de Cagnotte. Les moines se dispersèrent et l'abbaye ne fit plus que végéter misérablement. Aussi, le 9 avril 1740, l'abbaye tout entière fut annexée à l'évêché de Dax par un décret de Mgr de Suarez d'Aulan, qui en affecta les revenus à son séminaire. Cette annexion fut confirmée au mois de juillet par lettre patente de Louis XV. À partir de cette date, Gourby cessa d'être un prieuré proprement dit et devint annexe paroissiale, tantôt de Magescq, tantôt de Rivière et Saubusse. Durant toute cette période, qui va de 1730 à 1882, les desservants de Gourby continuaient de garder le titre de prieur, titre purement nominal. Depuis 1882, ce sont les curés de Rivière qui assurent le service de l'antique chapelle de l'ancien prieuré bénédictin Saint-Blaise de Gourby.

### Culte de saint Blaise
Gourby a conservé de temps immémorial le culte de saint Blaise. Chaque année le 1er dimanche de février, le plus près du 3 février (fête de Saint Blaise), une foule nombreuse vient chanter les louanges et implorer l'intercession de saint Blaise. Mais combien viennent encore, au fil des jours, s'adresser à lui ! L'intercession de ce saint chrétien s'est révélée efficace en ce lieu. Rien d'étonnant à cela quand on sait que saint Blaise est le premier des sept saints « auxiliaires » que l'Église catholique invoque pour son pouvoir particulier sur les corps.
Les mères recommandent leurs jeunes enfants à saint Blaise, les malades et les infirmes, surtout les malades de la gorge, vont à Gourby implorer le secours de ce saint. Les cultivateurs et les résiniers s'adressent à lui pour attirer les bénédictions de Dieu sur leurs récoltes, protéger leurs pins contre l'incendie ou éloigner les maladies de leurs étables.
Chaque année, après la messe du 3 février célébrée dans la chapelle de Gourby, la coutume voulait que le prêtre bénisse deux cierges qui étaient appliqués en forme de croix sur la gorge des personnes qui en souffraient et qui, avec foi, imploraient la protection de saint Blaise.

### Curiosités
La cascade
Les moines étaient de grands meuniers et ils s'établissaient de préférence dans des régions où se trouvaient « des points d'eau ». Le terrain, derrière la cascade, aujourd'hui transformé en prairie, servait d'assise à un lac où se déversaient les eaux de multiples sources, qui fusent de toutes parts aux environs immédiats. Les moines eurent tôt-fait d'utiliser la cascade pour faire tourner un moulin et pour élever non loin de là leur monastère.
La fontaine
La tradition a toujours considéré la petite source d'eau, parfois légèrement sulfureuse, comme la fontaine de Saint-Blaise. Elle est accessible par un petit ponceau qui traverse le ruisseau sur la droite de la chapelle. Elle s'écoule d'une petite construction rustique en maçonnerie, qui en règle le débit. Elle n'est jamais à sec, même l'été par forte canicule. Elle est très bonne à boire.
La chapelle
Sans doute fut-elle construite par les moines eux-mêmes. La muraille de la chapelle irrégulièrement percée d'étroites fenêtres et dépourvue de toute ornementation témoigne éloquemment de la pauvreté monacale vécue au prieuré de Gourby. En 1975, elle a bénéficié d'une restauration par les soins bénévoles de ses habitants. Ces dernières années, comme elle menaçait de s'effondrer, d'importants travaux de restauration ont été effectués en 2006 : le financement provenait essentiellement de la municipalité gestionnaire qui a la charge de son entretien et des dons versés à l'association de la chapelle.
- Le chœur : II est entouré de boiseries avec au centre un autel en bois sculpté polychrome. Sur le côté, un tableau représente saint Blaise en habit de cérémonie. Sur la droite, une statue en bois de la Vierge à l'enfant, dont les couleurs polychromes ont disparu, attend sa restauration[2].
- La statue dite de « saint Blaise » : Elle est en bois sculpté et date sans doute du XIVe siècle. Elle représente en réalité saint Benoit revêtu de l'habit bénédictin, la crosse et le livre de « la Règle de saint Benoît » en main. Pourquoi l'a-t-on attribuée à saint Blaise ? Gourby était un relais pour les pèlerins qui se rendaient à Saint-Jacques-de-Compostelle et il est probable qu'après le départ des bénédictins la ferveur populaire estima que Saint Blaise par ses nombreux bienfaits et les retentissantes guérisons obtenues en cette chapelle s'était acquis des droits et des titres pour en devenir le patron[2].
- Le crucifix en bois : très ancien, en bois sculpté au couteau, est travaillé avec une grande finesse dans l'expression[2].

## Galerie

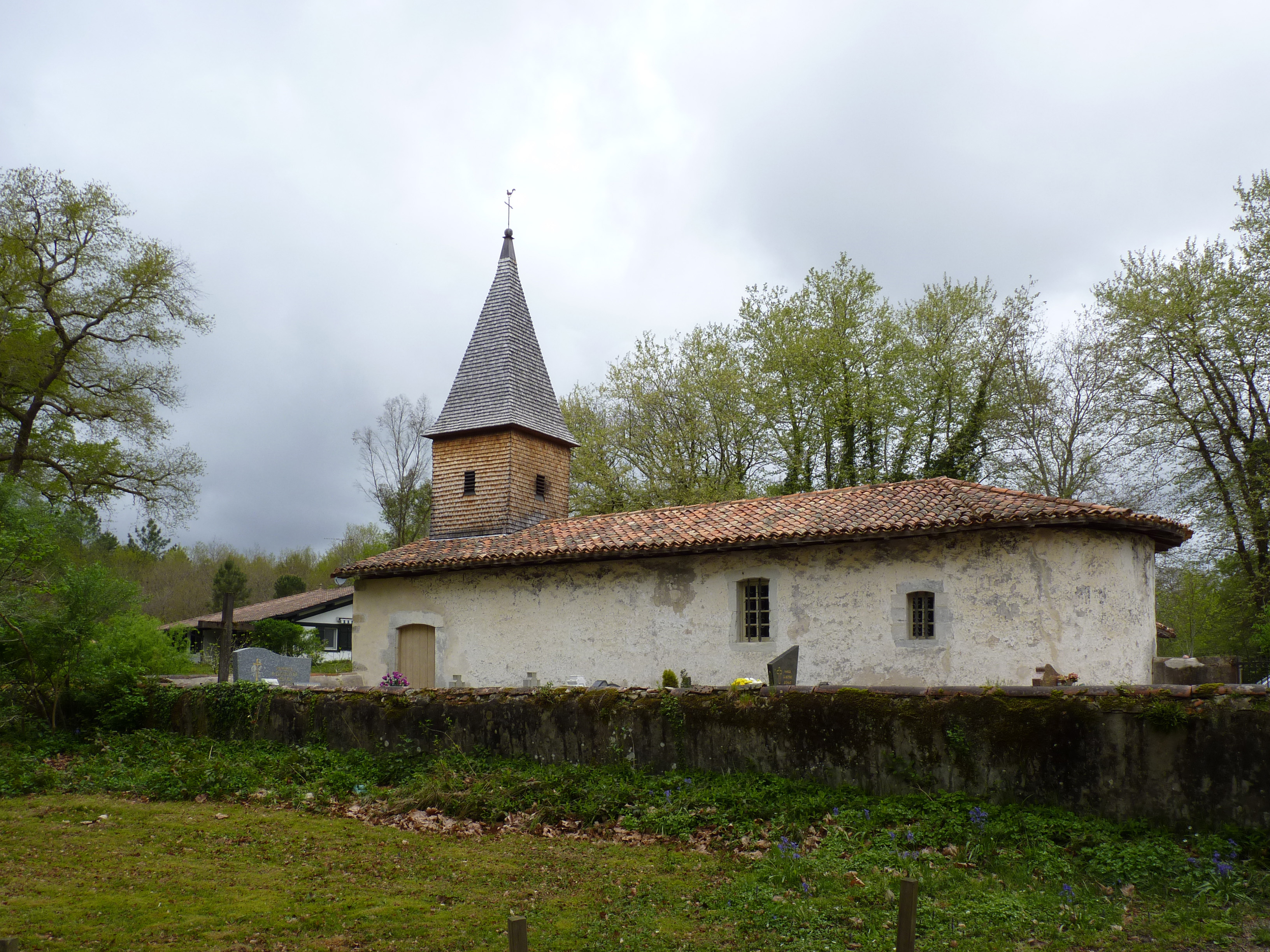
Vue latérale
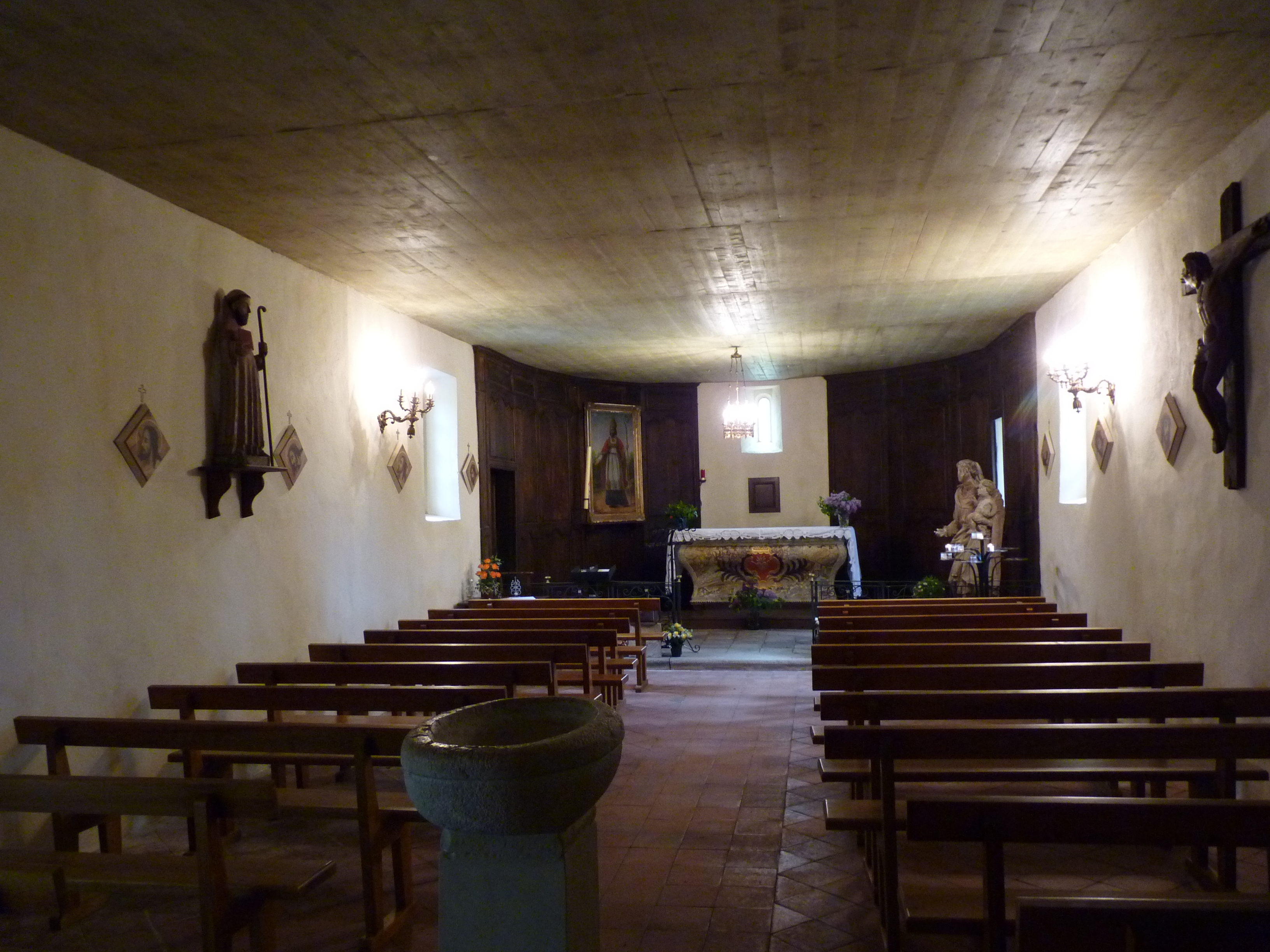
Vue intérieure